# Myx
Myx (stilisiert als myx) ist ein philippinischer Musiksender im Besitz von ABS-CBN.

## Geschichte
Myx wurde erstmals am 20. November 2000 im Schwesterfernsehnetzwerk von ABS-CBN, Studio 23 (jetzt S + A), ausgestrahlt. Es sollte der Ersatz für MTV Asia sein. Es wurde tagsüber im Studio 23 als Block-Timer ausgestrahlt.
Am 14. Februar 2002 fusionierte ABS-CBN Myx auf Kanal 23 mit dem damals erstklassigen Musikkabelkanal VID-OK. Nach der Fusion behielt Myx seinen Namen. Es hatte jedoch das Format VID-OK (das Musikvideos mit Texten abspielt). Zunächst ließ die genannte Änderung die Zuschauer beider Vorgängersender kalt. Myx konnte jedoch im Vergleich zu den Hauptkonkurrenten des Senders ein bedeutendes Publikum gewinnen. Seitdem ist Myx der Musikkanal Nummer eins auf den Philippinen.
Am 16. Januar 2014 stellte Myx die Ausstrahlung von Studio 23 ein. Dies geschah nach der Schließung von Studio 23, um dem neuen frei empfangbaren Sportkanal ABS-CBN Sports and Action (S + A) Platz zu machen.
Im November 2015 feierte das Netzwerk sein 15-jähriges Bestehen. Die einmonatige Feier begann mit "Myx Mo! 2015" auf dem Konzertgelände der SM Mall of Asia am 31. Oktober 2015. Am folgenden Tag, dem 1. November 2015, wurde Myx mit neuen Shows und einem neuen Look mit einem Major neu gebrandet. Myx lud auch frühere und gegenwärtige VJs zum großen "Myx Homecoming" ein, das als vierteiliges Special ausgestrahlt wurde. Schließlich beendete das Netzwerk die Feier mit der Ausstrahlung des Myx 15-Dokumentarfilms am 20. November 2015, dem Starttag des Myx Wayback im Jahr 2000.
Seit dem 30. Juli 2018 bis zu seiner Abschaltung am 5. Mai 2020 (aufgrund der an NTC erlassenen Unterlassungsverfügung) war Myx auf Kanal 12 (DTT) auf ABS-CBN TV Plus verfügbar. Es wurde als kostenloser Testkanal zusammen mit O Shopping, Asianovela Channel, Movie Central und Jeepney TV gestartet.
Zuvor gab es Myx2, einen getesteten kostenlosen Kanal, der später eingestellt wurde, bevor TV Plus 2015 offiziell gestartet wurde.
Am 11. Juli 2019 startete Myx einen sekundären YouTube-Kanal namens All Music Myx, der das Hochladen von Myxclusive-Performances von Künstlern aus den Myx-Archiven bietet.

## Programm

### Tagesprogramme
- Cyber MYX
- First Seen on MYX
- MYX Backtrax
- MYX Moods
- MYX Tugtugan
- Rock MYX
- My MYX
- MYX Take 5
- Star MYX
- MYX Sure-Fire Hits
- Pinoy MYX
- Pop MYX
- Mellow MYX
- Urban MYX

### Chart-Show
- Pinoy MYX Countdown
- MYX International Top 20
- MYX Hit Chart
- MYX Daily Top 10
  - MYX Daily Top 10: Pinoy Edition
  - MYX Daily Top 10: International Edition

### Wochenprogramme
- MYX News
- MYX Versions
- MYX Live!
- MYX Wer U At?
- MYX Presents
- MYXellaneous
- Club MYX
- MYX Back2Back
- MYX Studio Sessions
- MYX Olympics
- MYX Ambushed
- MYX Movie Date

### Spezielle Programme
- #LoveOnMYX (jeder 14. Februar)
- Kwento ng Kanta
- MYX Celebrity VJ
- MYX Headliner
- MYX News Minute
- MYX Premiere
- MYX Speaks
- MYX Spotlight

## Auszeichnung und Geschehen
- Myx Music Awards
- Mnet Asian Music Awards (MAMA)
- Summer MYX Fest
- MYX VJ Search
- MYX Slam Jam
- MYX Mo!
- MYX Viewer Promo
- Billboard Music Awards (seit 2016)